# Блатни дървесни жаби
Блатните дървесни жаби (Pseudacris) са род земноводни от семейство Дървесници (Hylidae).
Таксонът е описан за пръв път от австрийския зоолог Леполод Фицингер през 1843 година.

## Видове
- Pseudacris brachyphona
- Pseudacris brimleyi
- Pseudacris cadaverina – Калифорнийска дървесна жаба
- Pseudacris clarkii
- Pseudacris collinsorum
- Pseudacris crucifer
- Pseudacris feriarum
- Pseudacris fouquettei
- Pseudacris hypochondriaca
- Pseudacris illinoensis
- Pseudacris kalmi
- Pseudacris maculata
- Pseudacris nigrita
- Pseudacris ocularis
- Pseudacris ornata – Красива жаба
- Pseudacris regilla – Кралска дървесна жаба
- Pseudacris sierra
- Pseudacris streckeri
- Pseudacris triseriata